# اقلیم گرم و خشک
عوامل مهمی چون گرما و سرما، و موارد دیگری مانند برف و باران، باد و خورشید و دما و غیره نقش مهمی در زندگی انسان دارند. توجه به این خصوصیات اقلیمی در هر نقطه از جهان هم به لحاظ زیبایی‌شناسی وهم آسایش درونی وکاهش مصرف انرژی به ما در طراحی ساختمان کمک می‌کند.

## اقلیم
به‌طور کلی اقلیم عبارت است از تأثیر عوامل جوی یک محیط که خصوصیت جغرافیایی یک منطقه را مشخص می‌کند.
اقلیم‌شناسی آب و هوا را شناسایی و تبیین می‌کند.
اقلیم‌شناسی آب و هوا را شناسایی و تنظیم می‌کند.

## اثرات تغییر اقلیم
آب و هوا تحت تأثیر دو عامل دما و میزان بارش است که این دو عامل خود تحت تأثیر عواملی مانند عرض جغرافیایی، ارتفاع و اقیانوس‌ها قرار دارند؛ بنابراین با تغییر هر یک از این عوامل، تغییرات آب و هوایی در منطقه ایجاد می‌شود که عاقبت آن چگونگی زندگی ما انسان‌ها را به وجود می‌آورد.

## تقسیمات اقلیمی
اصولاً در بسیاری مناطق جهان، اقلیم به وسیلهٔ عرض جغرافیایی و ارتفاع از سطح دریا مشخص می‌شود، ایران با توجه به موقعیتی که دارد دارای ۴ نوع اب وهوا می‌باشد دانشمندان ایرانی، تقسیمات اقلیمی ایران را بر اساس روش کوپن انجام داده‌اند، بنابراین تقسیمات چهارگانهٔ اقلیم ایران را که توسط دکتر حسن گنجی با کمی تغییر در روش تقسیم‌بندی کوپن پیشنهاد شده به شرح زیرمی باشد.
1. اقلیم گرم و خشک (فلات مرکزی)
2. اقلیم گرم و مرطوب (سواحل جنوبی)
3. اقلیم معتدل و مرطوب (سواحل جنوبی دریای مازندران)
4. اقلیم سرد (کوهستان‌های غربی)

## بررسی اقالیم خشک در جهان
در مناطق تحت نفوذ اقالیم خشک؛ میزان تبخیر و تعرق حاصل از سطوح اب‌ها و پوشش رویشی و خاک؛ بیش از میزان بارندگی می‌باشد. از این رو نیاز ابی محیط از طریق بارندگی تأمین نمی‌گردد. ذخیره همیشگی اب‌های زیر زمینی نیز نیاز اب یاری را کفاف نمی‌کند.
دو اصل کلی برای طراحی اقلیمی در مناطق گرم و خشک
۱- جلوگیری از تأثیر هوای گرم در فضاهای داخلی مجموعه
الف. طراحی مناطق نیمه محافظت شده در خارج بنا
ب. استفاده از پوشش گیاهی برای خنک کردن محوطه
ج. استفاده از گیاهان در کنار دیوارهای خارجی ساختمان
د. استفاده از بام و دیوار دو جداره جهت تهویه در داخل پوسته ساختمان
ه. استفاده از پوسته‌های دو جداره جهت جابجایی حرارت
۲- محافظت ساختمان در برابر تابش آفتاب در مواقع گرم سال
الف. طراحی محوطه
ب. ایجاد سایه برای پنجره‌های رو به آفتاب تابستان
ج. شکل و جهت دادن به بدنه ساختمان به منظور کاهش اثر آفتاب تابستان
د. کاهش انعکاس زمین و سطوح بیرون از پنجره‌های رو به آفتاب تابستان
ه. تأمین سایه برای دیوارهایی که رو به آفتاب تابستانی هستند.

## ویژگی‌های عمومی اقلیم گرم و خشک
بارندگی بسیار اندک سالیانه – رطوبت بسیار بسیار ناچیز – نوسان درجه حرارت بسیار زیاد در طول شبانه روز به دلیل عدم وجود رطوبت- زمینی – کم بودن پوشش گیاهی.
- جریان هوا:
حیاط مرکزی
باد گیر متعدد و چند طرفه به خصوص در ضلع شمالی جهت استفاده از باد مطلوب (خنک نمودن فضاهای داخلی).

## طراحی معماری در اقلیم گرم و خشک
روشی برای ثابت نگه داشتن یا به حداقل رساندن هزینه لازم برای حفظ شرایط مطلوب و آسایش در فضای داخل بنا می‌باشد. حفظ آسایش حرارتی، از تعادل دما میان بدن و محیط اطراف ناشی می‌گردد.
الف. طراحی مناطق نیمه محافظت شده در خارج بنا
ب. استفاده از پوشش گیاهی برای خنک کردن محوطه
ج. استفاده از گیاهان در کنار دیوارهای خارجی ساختمان
د. استفاده از بام و دیوار دو جداره جهت تهویه در داخل پوسته ساختمان
ه. استفاده از پوسته‌های دو جداره جهت جابجایی حرارت

## معماری پایدار در اقلیم گرم و خشک
اهداف طراحی اقلیمی در اقلیم گرم و خشک موارد زیر می‌باشد:
- کاهش گرمای داخلی
- محافظت از ساختمان در برابر تابش نور خورشید با ایجاد حداکثر سایه اندازی
- استفاده از جریان هوا برای ایجاد تهویه طبیعی.

### بافت شهری
ایجاد سایه و استفاده از جریان هوا دو عامل شکل دهنده به شهر و فرم بنا در این ناحیه می‌باشد. ایجاد بافت شهری متراکم، بافت روستای‌ها، از ویژگی‌های بافت شهری این ناحیه می‌باشد.

### جهت قرارگیری ساختمان‌ها
با توجه به زاویه تابش خورشید و سایر عوامل اقلیمی در این ناحیه بهترین جهت برای قرارگیری ساختمان‌ها باید طبق زاویه خورشید بررسی شوند

### توصیه‌های مهم طراحی
1. فرم کلی ساختمان:

به دلیل شدت تابش آفتاب در جهات شرق و غرب، فرم ساختمان باید کشیدگی در خلاف نور خورشید داشته باشد.# به حداکثر رساندن جریان هوا در اطراف ساختمان‌ها با ایجاد فاصله مناسب در بین آن‌ها توصیه می‌شود.
1. اجتناب از ایجاد پنجره‌ها بزرگ[۱] و پیش‌بینی سایبان عمودی برای آن‌ها توصیه می‌شود.
2. استفاده از شیشه‌های دو جداره توصیه می‌شود.[۱]

### تهویه مورد نیاز در ساختمان
مهمترین عامل ناراحتی انسان در این ناحیه گرمای بسیار زیاد ماندن و خشک شدن پوست بدن و کم بودن ظرفیت تبخیر هوا به دلیل گرمای زیاد است می‌باشد؛ بنابراین رعایت اصول زیر می‌تواند تا حدی این مشکلات را مرتفع نماید.
1. پلان‌ها باز طراحی شوند و فضای عریض و آزاد بین ساختمان‌ها وجود داشته باشد.

### ویژگی‌های معماری
1. ساخت بناها به صورت حیاط مرکزی و نیمه درون‌گرا
2. مرتفع ساختن اتاق‌ها
3. استفاده از ایوان‌های وسیع و مرتفع.[۱]
4. استفاده از رنگ روشن
5. بافت متراکم
6. مصالح با ظرفیت حرارتی زیاد
7. استفاده از بادگیر
8. بام مسطح یا گنبدی
9. استقرار روی زمین/[۱]

### مصالح مورد استفاده
به دلیل گرمای زیاد و کم بودن نوسان درجه حرارت در طول شبانه روز مصالح مورد استفاده در این اقلیم باید از ظرفیت حرارتی زیادی برخوردار باشد.
نکته
در برخی از شهرهای این اقلیم برای ایجاد جریان هوا از بادگیر استفاده می‌شده‌است مانند یزد.
بهره‌گیری از انرژی خورشیدی گرم و خشک:
- سیستم انفعالی (PASSIVE)
- سیستم فعال (ACTIVE)
انفعالی (PASSIVE) یا غیر مستقیم:
1. روش دریافت مستقیم
2. روش گلخانه‌ای (گرم خانه)
3. دیوار ترومب و دیوار آبی

```
۴- استخر یا حوضچه روی بام
```

۵- هواکش حرارتی (برج هوا)
در مناطق گرم و خشک که اهمیت سرمایش ساختمان‌ها بیش از حد مورد توجه است، طراحی و تعبیه برج هوا (Wind Tower) برای تهویهٔ هوای طبیعی ساختمان، می‌تواند بسیار مفید باشد.